# Beňov
Beňov (německy Beniow) je obec ležící pod kopcem Švédské šance v okrese Přerov v Olomouckém kraji na Hané. Leží 6 km jihovýchodně od města Přerov, na levém břehu řeky Moštěnky v Kelčské pahorkatině. Žije zde 672 obyvatel.

## Místní části
- Beňov
- Prusy

## Název
Původní název vesnice byl Byňov, byl odvozen od osobního jména Byň (což byla domácká podoba některého jména obsahujícího -by-, např. Zbyslav, Ubyrad) a znamenal "Byňův majetek". Podoba Beňov je výsledek nářečních hláskových změn.

## Historie
První písemná zmínka o obci pochází z roku 1365.
Znak a vlajka byly obci uděleny rozhodnutím předsedy Poslanecké sněmovny Parlamentu České republiky dne 13. května 2003.

## Obyvatelstvo
| Rok            | 1869 | 1880 | 1890 | 1900 | 1910 | 1921 | 1930 | 1950 | 1961 | 1970 | 1980 | 1991 | 2001 | 2011 | 2021 |
| -------------- | ---- | ---- | ---- | ---- | ---- | ---- | ---- | ---- | ---- | ---- | ---- | ---- | ---- | ---- | ---- |
| Počet obyvatel | 725  | 776  | 784  | 875  | 938  | 940  | 943  | 730  | 827  | 795  | 767  | 656  | 682  | 675  | 629  |
| Počet domů     | 120  | 132  | 141  | 144  | 148  | 152  | 168  | 184  | 196  | 202  | 210  | 217  | 230  | 232  | 236  |

## Památky
- Kostel sv. Františka z Assisi
- Fara

## Rodáci
- Antonín Cyril Stojan – arcibiskup olomoucký a metropolita moravský. Jeho muzeum na faře.

## Společenský život
Samospráva obce pravidelně 5. července vyvěšuje zlato-červenou moravskou vlajku. 